# Jesse Eisenberg

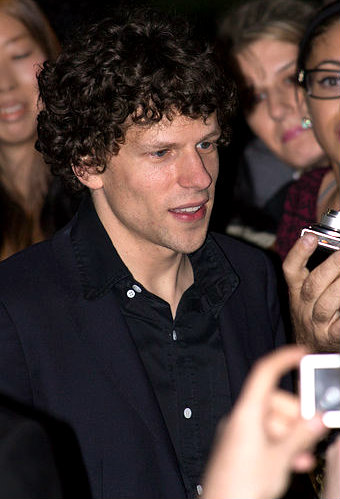
Jesse Eisenberg vid Toronto International Film Festival 2013.

Jesse Adam Eisenberg, född 5 oktober 1983 i Queens i New York, är en amerikansk skådespelare, pjäsförfattare och producent.

## Bakgrund
Jesse Eisenberg föddes i Queens, New York där han också tillbringade en tid av sin uppväxt; större delen av uppväxten bodde han dock i East Brunswick, New Jersey. Hans mor, Amy Eisenberg (född Fishman), arbetade som clown på barnkalas och hans far, Barry Eisenberg, arbetade på ett sjukhus och blev sedan collegeprofessor. Han har två systrar; Hallie Kate Eisenberg, en tidigare barnskådespelare känd i USA som "The Pepsi girl" i en serie reklamfilmer, samt en andra syster vid namn Kerri. Eisenberg växte upp i en sekulär judisk familj med rötter i Polen och Ukraina. Han studerade på ett antal kommunala skolor i East Brunswick; Frost School, Hammarskjold Middle School, Churchill Junior High School samt East Brunswick High School där han dock bara gick ett år.
Eisenberg hade svårt att passa in i skolan och började skådespela i olika teateruppsättningar vid 10 års ålder. Han berättade att: "När jag spelade en roll kände jag mig mer bekväm, eftersom du får ett förbestämt sätt att uppföra dig på." Efter att ha tagit examen från high school studerade han antropologi vid The New School i Greenwich Village, New York. Till en början hade han ansökt och blivit antagen vid New York University, men avböjde sin plats för att istället avsluta en filmroll. Eisenberg gjorde sin första professionella skådespelarinsats i off-Broadway-pjäsen The Gathering och gjorde Broadway-debut som inhoppare i en nyuppsättning av pjäsen Summer and Smoke 1996.

## Karriär
Eisenberg TV-debuterade i serien Get Real, mellan år 1999 och 2000. 2001 figurerade han i en reklamfilm för Dr. Pepper i Storbritannien. Efter att ha medverkat i TV-filmen Lightning: Fire from the Sky, var han med i independentfilmen Roger Dodger (för vilken han vann ett pris vid filmfestivalen i San Diego), samt i The Emperor's Club. Båda filmerna kom 2002 och mottogs med generellt goda recensioner. 
2005 medverkade Eisenberg i skräckfilmen Cursed, regisserad av Wes Craven, samt i The Squid and the Whale, ett independent-drama där också Laura Linney och Jeff Daniels medverkade. 2007 spelade han mot Richard Gere och Terrence Howard i filmen The Hunting Party, en komisk thriller i vilken han spelar en ung journalist i Bosnien. Eisenberg fick sin första huvudroll i filmen Adventureland, en komedi regisserad av Greg Mottola. Inspelningen ägde rum i närheten av Pittsburgh, Pennsylvania och avslutades i oktober 2007, filmen hade dock inte premiär förrän 2009 vid Sundance Film Festival. I november 2007 fick Eisenberg en roll i indie-komedi-dramafilmen Holly Rollers, där han spelade en chassidisk jude som luras till att bli ecstasy-langare. I slutet av 2000-talet medverkade han i independentfilmerna Solitary Man och Camp Hope.
Jesse Eisenbergs genombrottsroll var som den neurotiske Culumbus i skräckkomedin Zombieland, i vilken han spelade mot Woody Harrelson. Filmen utspelar sig under en roadtrip genom ett USA som ligger i ruiner efter en zombie-apokalyps och blev en överraskande stor succé. 2010 spelade han Facebook-skaparen Mark Zuckerberg i filmen The Social Network. Rollen gav honom mycket goda recensioner samt ett stort antal nomineringar till prestigefulla priser, bland annat i kategorierna "bästa manliga huvudroll" vid Oscarsgalan och "bästa manliga huvudroll - drama" vid Golden Globe-galan. Den 29 januari 2011 var Eisenberg värd för TV-programmet Saturday Night Live med Nicki Minaj som gästartist. Under öppningsmonologen medverkade även Facebook-grundaren Mark Zuckerberg.
2011 medverkade han som röstskådespelare som huvudkaraktären Blu i den animerade storfilmen Rio, där även stjärnor som Anne Hathaway, George Lopez, Jake T. Austin, Tracy Morgan, Jemaine Clement, Leslie Mann, Rodrigo Santoro, will.i.am och Jamie Foxx medverkade. Han bidrog även som sångare i låten "Real in Rio", som medverkade på filmens officiella soundtrack. I oktober 2011 gjorde Eisenberg debut som pjäsförfattare med Off-Broadway-pjäsen Asuncion, i vilken han även medverkade som skådespelare.
2012 medverkade han tillsammans med Melissa Leo i dramafilmen Why Stop Now, som handlar om en drogberoende mor och hennes son som är en mycket begåvad pianist, samt i den romantiska komedin To Rome With Love. Samma år stämde han producenterna av filmen Camp Hell. Enligt stämningen gick Eisenberg med på att medverka i filmen 2007 som en tjänst åt sina vänner. Han var bara med under en enda dag av inspelningsperioden och medverkade endast ett par minuter i den färdigklippta filmen. Eftersom hans medverkande i filmen var så pass minimalt, blev han förvånad av att se sitt ansikte tydligt framträdande på omslaget till DVD:n. Hans stämning hävdar att ett antal lagar har överträtts, inkluderande användande av orättvisa arbetsmetoder samt överträdanden av upphovsrättslagar. 
Eisenberg återförenades med Woody Harrelson när han medverkade i magi-kriminal-thrillern Now You See Me 2013. Han var med i Richard Ayoades dramafilm The Double, som spelades in 2012, samt repriserade sin roll som Blu i Rio 2 - Prövar vingarna i Amazonas 2014. I november 2013 offentliggjordes det att han kommer att spela mot Kristen Stewart i actionkomedin American Ultra.
Den 31 januari 2014 tillkännagav Warner Bros. att Eisenberg kommer spela rollen som huvudantagonisten Lex Luthor i filmen Batman v Superman: Dawn of Justice, uppföljaren till Man of Steel, som planeras ha premiär 2016.
[uppföljning saknas]

## Privatliv
Jesse Eisenberg är förtjust i kattdjur och har varit engagerad i omhändertagande av djuren. Han är också vegan. Eisenbergs novell "Marv Albert is My Therapist" publicerades i tidningen The New Yorker 2013.  
Eisenberg lider av OCD, vilket han varit mycket öppen med. Han har kommenterat sin sjukdom med: "Jag rör mina fingertoppar på ett konstigt sätt, jag kliver inte på springor, om jag går till en ny golvyta - vare sig det är matta till betong, eller betong till trä, eller trä till betong, vilken ny yta som helst - måste jag vara säker på att alla delar av mina fötter rör marken lika mycket innan jag rör det nya. Så jag tvekar ofta innan jag går in i ett nytt rum."

## Filmografi i urval

### Film
- 2002 – Roger Dodger
- 2002 – The Emperor's Club
- 2004 – The Village
- 2005 – Cursed
- 2005 – The Squid and the Whale
- 2007 – The Hunting Party
- 2007 – The Education of Charlie
- 2009 – Adventureland
- 2009 – Zombieland
- 2009 – Solitary Man
- 2010 – Holy Rollers
- 2010 – Social Network
- 2011 – 30 Minutes or Less
- 2011 – Rio (röst)
- 2012 – Förälskad i Rom
- 2013 – Now You See Me
- 2014 – The Double
- 2014 – Rio 2 (röst)
- 2015 – The End of the Tour
- 2015 – American Ultra
- 2016 – Batman v Superman: Dawn of Justice
- 2016 – Now You See Me: The Second Act
- 2017 – Justice League
- 2019 – Zombieland: Double Tap
- 2019 – Vivarium
- 2020 – Resistance
- 2024 – A Real Pain
- 2025 – Now You See Me: Now You Don't

### TV
- 1999-2000 – Get Real
- 2011 – Saturday Night Live (värd)
- 2012 – The Newsroom (röst)
- 2014 – Modern Family
- 2022 – Fleishman Is in Trouble